# Kończewice (województwo kujawsko-pomorskie)
Kończewice – wieś w Polsce położona w województwie kujawsko-pomorskim, w powiecie toruńskim, w gminie Chełmża.
W latach 1975–1998 miejscowość administracyjnie należała do województwa toruńskiego. Według Narodowego Spisu Powszechnego (III 2011 r.) liczyła 814 mieszkańców. Jest drugą co do wielkości miejscowością gminy Chełmża.
Przez miejscowość przebiega droga wojewódzka nr 551, a od zachodniej strony opływa ją rzeka Fryba.

## Historia
W późnym średniowieczu wieś należała do klucza papowskiego. W 1438 roku miejscowość oddawała czynsz na ręce prokuratora papowskiego (z Papowa Biskupiego). W Kończewicach znajduje się zabytkowy zespół pałacowy z XIX wieku. Jest on na terenie Zakładu Hodowli Roślin.

## Współczesność
W tej części wsi są też bloki mieszkalne i domy wielorodzinne oraz budynki Szkoły Podstawowej im. ks. Leona Poeplau. W pobliżu bloków jest plac zabaw, na którym dzieci lubią spędzać wolny czas. Dalej, w kierunku Nawry występują domy jednorodzinne i gospodarstwa rolne. W ich sąsiedztwie jest również mała kapliczka. W budynku dawnego Klubu Rolnika jest agencja pocztowa oraz przedszkole dla dzieci. Działa tu także stowarzyszenie budowy miejsca pamięci narodowej kopca Ziemia Polaków oraz klub sportowy Gminy Chełmża Cyklon Kończewice (zał. 1992, stadion 400 miejsc, boisko: 110 × 75 m, lata 2008–2014: klasa okręgowa – grupa kujawsko-pomorska I, obecnie: A-klasa, grupa Toruń). Kończewice leżą na trasie pieszo-rowerowego zielonego szlaku turystycznego. Atrakcją wsi jest Baba, postać strojona przez mieszkańców stosownie do pory roku.